# Eduard Mörike

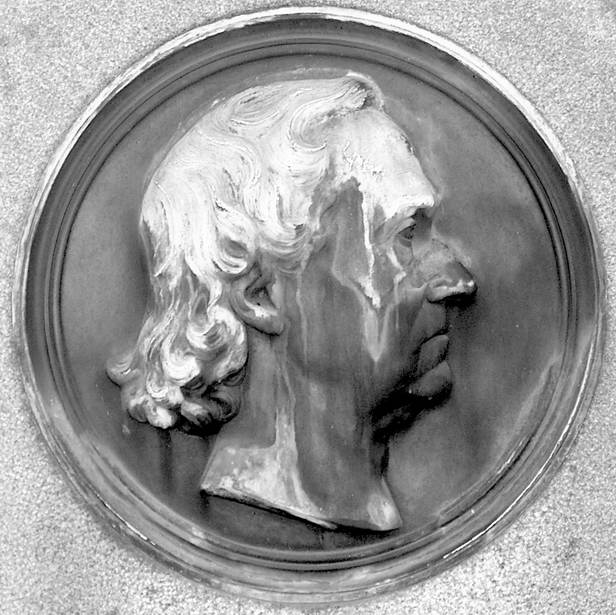
Portret na nagrobku

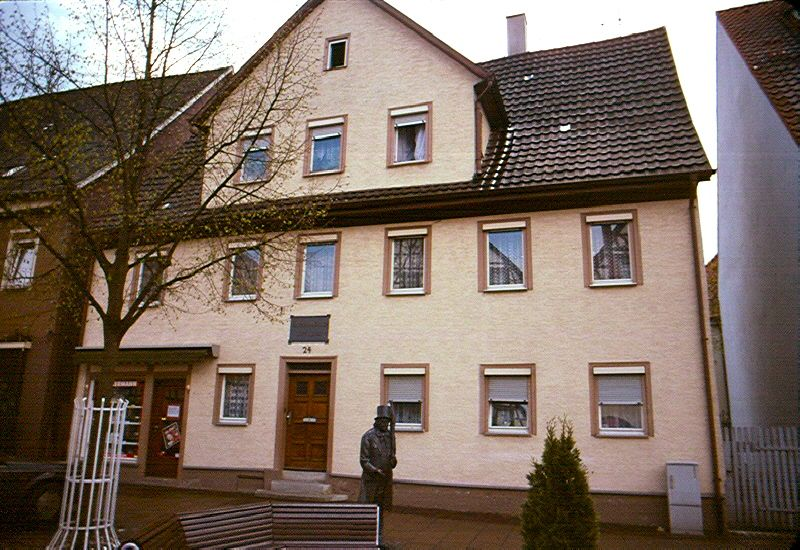
Dom pisarza w Lorch

Eduard Mörike (ur. 8 września 1804 w Ludwigsburgu, zm. 4 czerwca 1875 w Stuttgarcie) – niemiecki poeta epoki romantyzmu, tłumacz i proboszcz luterański.

## Dzieła
- Gedichte, 1838, wydania poszerzone: 1848 i 1864
  - Polski przekład: Poezje, przeł. A. Lam, 2002
- Die Regenbrüder, 1839
- Classische Blumenlese, 1840
- Maler Nolten, 1832
- Das Stuttgarter Hutzelmännlein, 1855
- Podróż Mozarta do Pragi (Mozart auf der Reise nach Prag), 1856
- Der Schatz, 1835
- Die Historie von der schönen Lau

## Opracowania
- Kluckert, Ehrenfried: Eduard Mörike. Köln: Dumont, 2004
- Lahnstein, Peter: Eduard Mörike. München: List, 1986
- Armin Gebhardt: Schwäbischer Dichterkreis. Uhland, Kerner, Schwab, Hauff, Mörike. Marburg: Tectum, 2004
- Mörike-Handbuch / hrsg. von Inge und Reiner Wild. Stuttgart: Metzler, 2004
- Schmid-Lotz, Christa: Eduard Mörike. Lahr: Kaufmann, 2004
- Mathias Mayer: Mörike und Peregrina. Geheimnis einer Liebe. München: Beck, 2004